# Yoshinari Koji
Koji Yoshinari (sinh ngày 19 tháng 5 năm 1974) là một cầu thủ bóng đá người Nhật Bản.

## Sự nghiệp câu lạc bộ
Koji Yoshinari đã từng chơi cho Gamba Osaka và Otsuka Pharmaceutical.